# 金塔斯山地草原类草地自然保护区
金塔斯山地草原类草地自然保护区是位于中华人民共和国新疆维吾尔自治区阿勒泰地区福海县和吉木乃县境内的自治区级自然保护区。其保护对象为山地草原生态系统。

## 地理
金塔斯山地草原类草地自然保护区位于中华人民共和国新疆维吾尔自治区阿勒泰地区福海县和吉木乃县境内，总面积超过153平方千米，其中核心区面积超过62平方千米，缓冲区面积近29平方千米，实验区面积超过62平方千米。福海县的金塔斯区域面积146.8154平方千米，吉木乃县萨吾尔山喀尔交区域占地面积6.668平方千米。
保护区金塔斯区域地处阿尔泰山中段南麓。保护区位于喀拉额尔齐斯河下游的东侧，卓尔特河以西。保护区北侧则与科斯提相接。保护区金塔斯区域地势南低北高，海拔960米到超过2800米。保护区处在西风带上，来自大西洋的气流会带来大量水份，在阿尔泰山区会形成较多的降雨。同时由于受到西伯利亚高压的影响，寒潮和强冷空气会频繁入侵保护区一带，时常出现气温骤降、暴风雪等天气。加之保护区地处北半球中纬度地区，太阳辐射相对较少，所以保护区具有冷湿的环境特征。萨吾尔山是准噶尔盆地西北部的褶皱断块山，主峰近4000米。山体阻挡在这一带的沿谷地潮湿气流，年降水量200毫米，使得山前平原可以发育成荒漠草原和干草原。此处的降水主要出现在春夏季，年均气温3摄氏度，年最高气温出现在7月，超过26摄氏度，最低气温在1月，低于-17摄氏度。年蒸发量达2300毫米。具有典型温带草原的气候特点。

## 歷史
1986年，新疆维吾尔自治区人民政府批准成立了福海金塔斯草原自然保护区，最初保护区面积仅97.7平方千米。同时保护区管理站成立。管理站当时隶属于福海县畜牧兽医局，该自然保护区由新疆维吾尔自治区畜牧厅主管，而行政及人事由福海县人民政府管理。1995年，保护区被重新规划，向北扩展，总面积达300平方千米。不过2019年，新疆维吾尔自治区林业和草原局正式批准了金塔斯山地草原类草地自然保护区的总体规划，并确定了保护区的面积、范围及功能分区。保护区被分为了金塔斯区域和萨吾尔山喀尔交区域，总面积则超过153平方千米。管理机构也同时改革，保护区由福海县自然资源局（福海县林业和草原局）管理，保护区也改为由新疆维吾尔自治区林业和草原局主管。截止2021年，保护区管理站有在职人员9人。

## 动植物
金塔斯山地草原类草地自然保护区内已知有种子植物299种，其中裸子植物8种，双子叶植物210种，单子叶植物81种。保护区内还有4种链束植物。保护区内优势科包括菊科、禾本科、十字花科、藜科、蔷薇科、豆科等。保护区植物群系大致可分为8个分布类型。其中分布较多是包括云杉属、忍冬属等95属在内的北温带分布型，以木蓼属、飞廉属等28属的旧世界温带分布型、以藜属等24属为主的世界分布型，及大麻属、芨芨草属在内的19个属的地中海、西亚至中亚分布型。
鸟类是保护区内种类最多的野生脊椎动物。保护区内被发现的鸟类中以雀形目最为常见，至少有102种鸟类生活在保护区之中。其中金雕、白肩雕为中华人民共和国《国家重点保护野生动物名录》中的一级保护动物。燕隼、黑琴鸡、蓑羽鹤等14种国家二级保护动物。至少有34种哺乳动物生活在保护区内，其中以啮齿目较为常见。国家一级保护动物有北山羊等，二级保护动物有棕熊、雪兔等。保护区内的爬行动物和两栖动物种类较少，有荒漠沙蜥、白条锦蛇、草原蝰等6种爬行动物。2种两栖动物分别是绿蟾蜍和阿尔泰林蛙。保护区内河流等水系中存在有14种鱼类。昆虫也是保护区内常见的野生动物，保护区内已知的昆虫有108种。

## 環境
保护区因气候、降水和气温从下到上可分为3种垂直带，分别是海拔1100米以下的低山草原带、海拔1100米到2400米的山地森林草原及灌丛带以及海拔2300米以上的高山及亚高山草甸草原带。植物、动物随着垂直带的变化而不同。
在低山草原带，年均降水量200毫米到300毫米。草原植被开始发育，土壤类型为山地栗钙土。低山草原带主要以针茅、羊茅、草原苔草、蒿等为主。分布有典型的棱狐茅和灌木-棱狐茅草原。保护区中以棱狐茅为单优势种的草原是典型草原，也是保护区内典型草原中覆盖最高、草原植物多样性最为丰富的类型。其伴生植物包括冷蒿、龙胆、火绒草等数十种草原植物。低山草原带生活着耐旱物种，比如山雀、石鸡等鸟类和长尾黄鼠、五趾跳鼠等哺乳动物。在这里在荒漠化草原以黑腿星翅蝗、红斑翅蝗等沙漠蝗虫为要是类群。在山间谷地，昆虫种类丰富，以半翅目、膜翅目和双翅目具有优势。
山地森林草原及灌丛带是保护区降水量最大的区域，年降水量超过500毫米，平均气温零下3.5摄氏度。土壤类型主要是灰褐色森林土。有以新疆落叶松、云杉等构成的针叶林，在河谷则有白桦和欧洲山杨。林下灌木则以忍冬、蔷薇为主。是动物种类最为丰富的区域，这里生活着松鸡、花尾榛鸡、山斑鸠、啄木鸟等喜湿鸟类和松鼠、紫貂、伶鼬等哺乳动物。这里的昆虫相较为复杂。常见的直翅目昆虫有红斑翅蝗，鞘翅目以多异瓢虫、象鼻虫等为主。鳞翅目以蛾种类最多，蝶则以狄网蛱蝶的新疆亚种居多。而当海拔到达森林线下，常见的昆虫则有网翅蝗和西伯利亚蝗在内的蝗虫，以四斑厚天花牛等为主的天牛，以阿波罗绢蝶、云粉蝶为主的绢蝶和粉蝶。在森林线下，熊蜂、叶蝉、蝇也具有较多种类和数量。
高山及亚高山草甸草原带的降水没有明显增高，不过形式变为了降雪。年均气温0摄氏度到-5摄氏度。积雪深厚且冬季漫长。土壤类型主要是高山及亚高山草甸土。这里的主要植物包括苔草、羽衣草、燕麦草等。这里生活的动物较为耐寒，红隼、阿尔泰雪鸡、雷鸟、岩鹦、林岭雀等鸟类以及盘羊、棕熊、高山鼠兔等哺乳动物。这里的昆虫种类和数量相对贫乏，以叶蝉具有优势度，不过也存在蝇、食虫虻、姬蝽等。
而在萨吾尔山喀尔交区域，主要植被包括针茅、羊茅、棱狐茅、冰草、苔草、冷蒿、野燕麦等，也有赖草、碱韭等伴生植物。该地区的山地灌丛主要由绣线菊、草原锦鸡儿构成，草本层面主要是针茅、羊茅、冰草，伴生植物包括草原苔草、阿尔泰紫莞。